# Laurent Ciman
Laurent Ciman (nacido el 5 de agosto de 1985, en Farciennes; Bélgica) es un exfutbolista belga. Juega como defensa y actualmente milita en el Toronto FC de la Major League Soccer.

## Selección nacional
El 13 de mayo de 2014 el entrenador de la selección belga, Marc Wilmots, incluyó a Ciman en la lista preliminar de 24 jugadores convocados, cuatro de ellos guardametas, que iniciarán la preparación para la Copa Mundial de Fútbol de 2014. El 25 de mayo le fue asignado el número 23 para el torneo.

### Participaciones en Copas del Mundo
| Mundial                        | Sede   | Resultado        |
| ------------------------------ | ------ | ---------------- |
| Copa Mundial de Fútbol de 2014 | Brasil | Cuartos de final |

## Clubes
| Club                  | País           | Año         |
| --------------------- | -------------- | ----------- |
| Sporting Charleroi    | Bélgica        | 2004 - 2008 |
| Club Brujas           | Bélgica        | 2008 - 2010 |
| KV Cortrique (cedido) | Bélgica        | 2009 - 2010 |
| Standard Lieja        | Bélgica        | 2010 - 2015 |
| Montreal Impact       | Canadá         | 2015 - 2017 |
| Los Angeles FC        | Estados Unidos | 2017 - 2018 |
| Dijon FCO             | Francia        | 2018        |
| Toronto FC            | Canadá         | 2019 - 2020 |